# Пилотируемый полёт на Марс

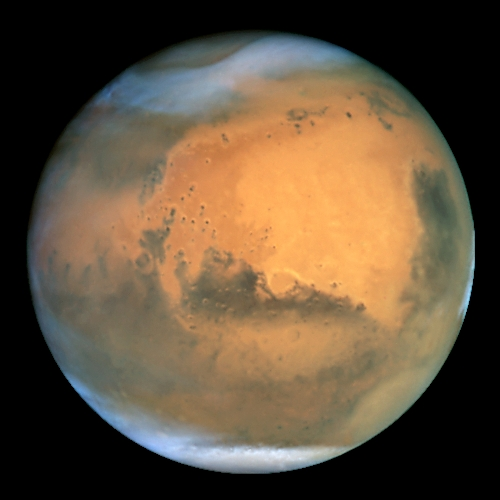
Снимок Марса космическим телескопом «Хаббл»

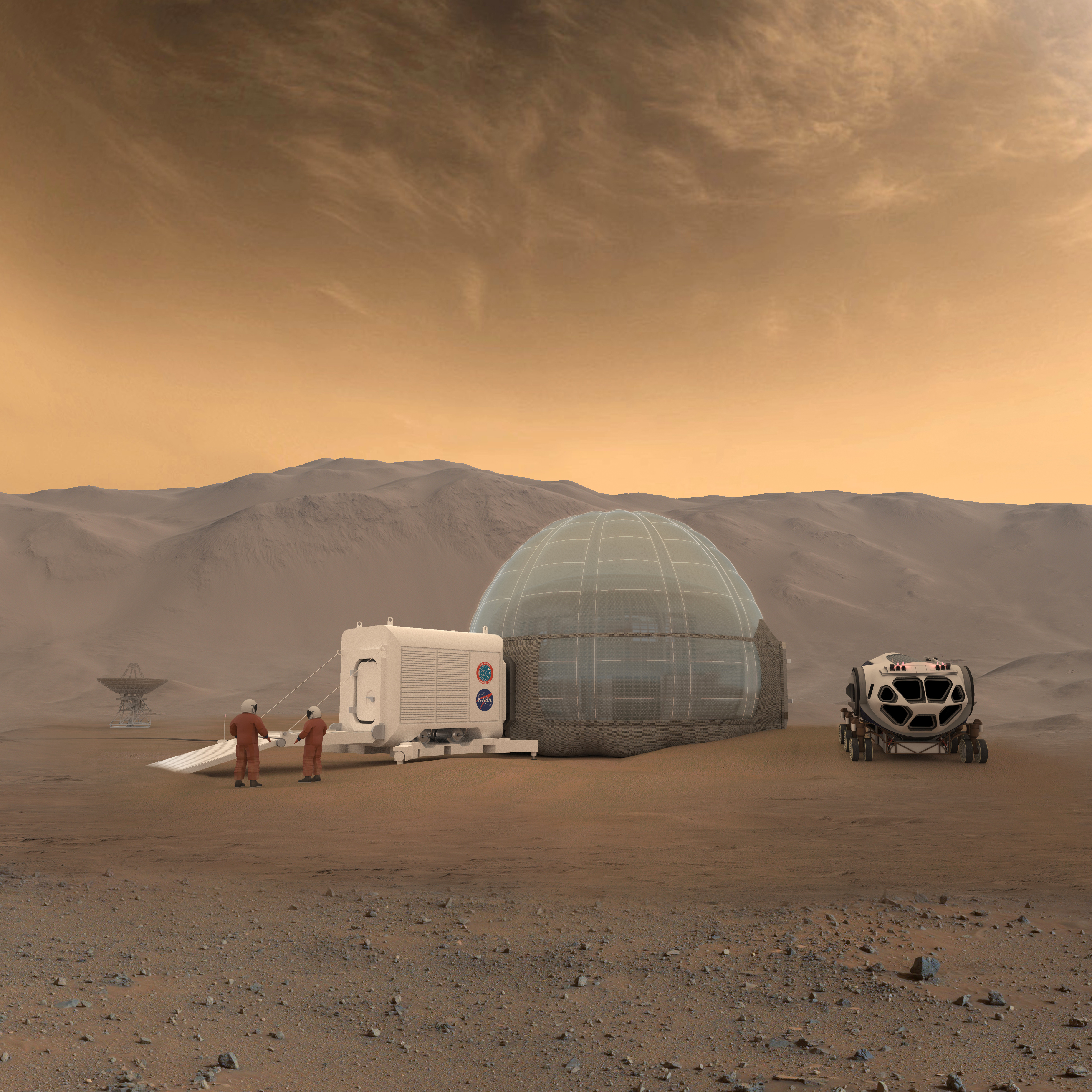
Возможная концепция марсианской базы с жилым модулем, марсианскими скафандрами и обитаемым транспортным средством (марсоходом)

Пилотируемый полёт на Марс — запланированный полёт человека на Марс с помощью пилотируемого космического корабля. Роскосмос, НАСА и EKA объявили полёт на Марс своей целью в XXI веке, в 2045 или 2050 году. Компания SpaceX планирует отправить первый экипаж к Марсу при помощи ракеты Starship уже в 2029 году. Идея доставки экспедиции на Марс как первого шага в колонизации Марса является проявлением феномена экспансии человечества. Более близкая цель — прямое включение человеческого разума в исследование Марса, как части окружающего мира.

## Проекты различных стран и организаций
Первый технический анализ пилотируемой экспедиции на Марс был сделан Вернером фон Брауном в 1948 году. Он был опубликован в виде книги «Проект Марс» сначала в Западной Германии в 1952 году, а затем на английском в США в 1953 году.
С тех пор различные планы путешествия на планету выдвигались неоднократно — в первую очередь, СССР (и Россией) и США как космическими державами, а также частными организациями.

### СССР

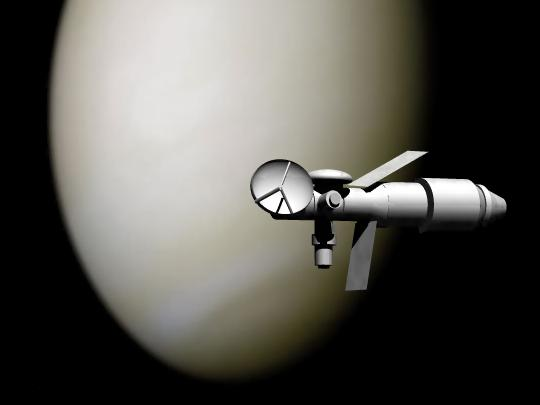
ТМК в представлении художника

В СССР первые варианты космических кораблей для экспедиции на Марс стали впервые рассматриваться в 1959 году в королёвском ОКБ-1. Работы шли в секторе 9 под руководством Михаила Тихонравова.
Сначала были разработаны эскизы проекта марсианского пилотируемого комплекса (МПК) со стартовой массой в 1630 тонн. Собрать его предполагалось на низкой околоземной орбите, а возвращаемая часть МПК имела массу 15 тонн. Продолжительность экспедиции должна была быть 2,5 года.
Затем в этом же секторе последовала разработка тяжёлого межпланетного корабля (ТМК). Проектом занимались две группы инженеров: одной руководил Глеб Максимов, а второй — Константин Феоктистов.
ТМК Максимова являлся трёхместным космическим кораблём, который можно было вывести на околоземную орбиту за один пуск Н-1 с корректировкой траектории полёта к Марсу с помощью разгонного блока на топливной паре керосин-кислород. Этот корабль содержал жилой, рабочий (со шлюзом для выхода в открытый космос), биологический, агрегатный отсеки, спускаемый аппарат и корректирующую двигательную установку (КДУ). После корректировки траектории полёта на Марс раскрывались солнечные концентраторы для оранжереи, солнечные батареи для питания корабля, антенны для связи с Землёй. Проект Максимова не предусматривал высадки экипажа на поверхность Марса.
ТМК Феоктистова предполагал сборку на орбите и разгон корабля во время полёта к Марсу. Выбор двигателей для корабля пал на электрореактивные двигатели, отличающиеся большой экономичностью, и благодаря которым возможно было уменьшить стартовую массу, либо увеличить полётную. В 1960 году на корабль предполагалась установка реактора мощностью в 7 МВт, но в 1969 году произошла переработка проекта, в ходе которой мощность реактора была увеличена до 15 МВт, а также пришлось сократить количество спускаемых аппаратов с 5 до 1 и количество людей в экипаже с 6 до 4. Для надёжности разработчики хотели поставить не один, а три реактора. В 1988 году в проекте реакторы заменили на солнечные батареи благодаря большому прогрессу в создании плёночных фотопреобразователей и в разработке трансформируемых ферменных конструкций.
Плюсом ТМК Феоктистова была малая стартовая масса по сравнению с ТМК Максимова — 75 т и полётная — 30 т, что позволяло разместить на корабле необходимое количество приборов и систем. Недостаток был во времени разгона: ЭРД имел тягу в 7,5 кгс, по этой причине разгон должен был производиться по спирали в течение нескольких месяцев.

Общий вид стенда "Марс-Орбита", на фото обозначены: 1) жилой модуль, 2) коридор, 3) технологическая кольцевая платформа (не вращающаяся), 4) люк для спуска в жилой модуль (крышка люка поднята), 5) круглая площадка у люка, 6) лестница для спуска на кольцевую платформу, 7) противовес, поднимающийся при подъеме и отклонении жилого модуля во время вращения центрифуги, 8) центральный пост, 9) балкон

Кроме того, в 1960-х годах на базе Лётно-исследовательского института (ЛИИ) проводились исследования обитаемости межпланетного корабля для полёта на Марс. В ОКБ ЛИИ был спроектирован и построен на базе центрифуги наземный вращающийся имитатор межпланетного корабля — стенд «Марс-Орбита». Стенд обеспечивал возможность создания искусственной силы тяжести при вращении имитатора. На нём были реализованы условия жизни, моделирующие условия межпланетного корабля: рабочие и спальные места, радио и телевизор (для свободного времени), кухонный отсек, санузел (душ, раковина, унитаз). Задачей исследований было изучение при длительном, непрерывном, медленном вращении жизнеспособности и работоспособности живущих в этих условиях людей. Максимальная продолжительность эксперимента была 35 суток. Были изучены особенности адаптации человека к длительному вращению, установлено, что адаптация продолжается от 7 до 14 суток, а после остановки вращения реадаптация к нормальным условиям длится около двух суток. В результате были выработаны рекомендации по  оптимальной скорости вращения космического корабля для создания искусственной гравитации и по организации деятельности человека на борту корабля.
23 июня 1960 года ЦК КПСС был назначен день старта на 8 июня 1971 года с возвращением на Землю 10 июня 1974 года. Работы по подготовке к экспедиции на Марс (а также на Венеру и Луну) были прекращены 13 мая 1961 года для сосредоточения усилий конструкторских бюро на задачах оборонного значения.
Одной из основных проблем экспедиций (как к Луне, так и к Марсу) являлась разработка сверхтяжелой ракеты-носителя для вывода на орбиту космического корабля (или его элементов). В СССР в 1960-х годах велась разработка такой ракеты — Н-1. В 1969 году (после первой американской высадки на Луну) появился приказ № 232 министра общего машиностроения С. А. Афанасьева о разработке проекта «Аэлита». Полёт пяти людей на Марс был заявлен на 1985 год. Однако в 1974 году программа разработки Н-1 была закрыта, а вместе с ней была завершена разработка экспедиции на Марс.

### Российская Федерация
В связи с известными экономическими проблемами в России возвращение к идеям межпланетных полётов стало возможно только в 2000-х годах. После затопления орбитальной станции «Мир» в 2001 году, стали появляться новые проекты, в том числе и по полёту на Марс. В частности, в 2002 году о международном проекте полёта человека на Марс заявил академик Российской Академии наук, директор Центрального научно-исследовательского института машиностроения Николай Анфимов.
С ноября 2007 года по ноябрь 2011 года проводился эксперимент Марс-500, целью которого была имитация полёта на Марс. Партнёром Роскосмоса в эксперименте было Европейское космическое агентство.
Генеральный конструктор корпорации «Энергия» Виталий Лопота в начале 2010 года заявил о начале разработки ядерной энергодвигательной установки мегаваттного класса для будущего поколения ракетной техники. Двигатели такого типа будут иметь удельный импульс до 20 раз больший, чем у нынешних химических двигателей, что сократит время полёта к Марсу до 1—1,5 месяцев. Завершение работ было запланировано на 2018 год, но известно об отставании от графика.
20 августа 2012 года стало известно, что российская ракетно-космическая корпорация «Энергия» собирается в ближайшие 5—7 лет совместно с Украиной и Казахстаном создать сверхтяжёлую ракету-носитель «Содружество» для полётов на Луну и Марс. Проект новой ракеты должен был быть основан на заделах советской ракеты «Энергия», и, возможно, она могла бы иметь двигательную установку с питанием от солнечных батарей или ядерного реактора. Предполагаемая грузоподъёмность должна была составить 60—70 тонн. Однако, в 2015 году по причине сокращения финансирования Роскосмоса принято решение отказаться от создания сверхтяжёлой ракеты с нуля и ограничиться работой лишь по её ключевым элементам. В 2018 году президент Путин подписал указ, согласно которому корпорация «Энергия» определена головным разработчиком космического ракетного комплекса ракеты-носителя сверхтяжёлого класса (КРК СТК). Проведение лётных испытаний подобной ракеты планируется после 2030 года.
11 апреля 2018 года глава Роскосмоса Игорь Комаров в интервью СМИ заявил, что пилотируемый полёт на Марс состоится после отработки марсианской программы на Луне.

### США

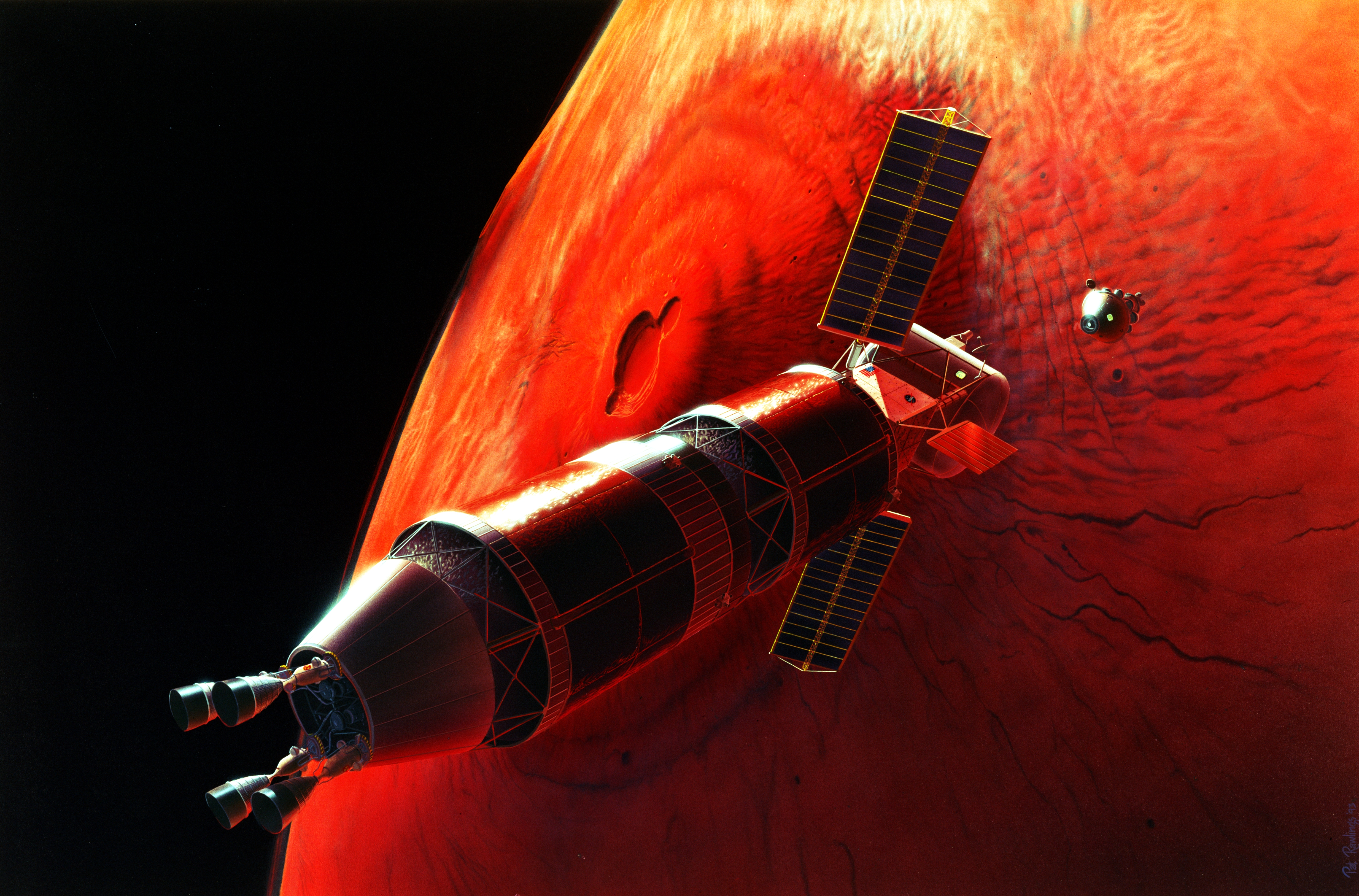
Стыковка на марсианской орбите в представлении художника. Это одна из концепций высадки на Марс, планировавшейся НАСА.

Технический план полёта на Марс впервые предложен разработчиком первой в мире баллистической ракеты работавшим с 1945 года на Армию США немецким конструктором Вернером фон Брауном в 1948 году. Ещё один немец, переехавший в США — Вилли Лей — в 1949 году написал научно-популярную книгу «Завоевание космоса», посвящённую исследованию ближнего космоса. Книга, содержащая планы по полёту к Марсу, стала широко популярной в США. Фон Браун и Лей, работавшие вместе ещё в Германии, продолжили сотрудничество в 1950-х годах на литературном поприще. В частности, в 1956 году они совместно выпустили книгу «Исследование Марса» (The Exploration of Mars), где первоначальный проект о посылке на Марс 10 космических кораблей было сокращён до двух кораблей.
После запуска советского спутника в 1957 году, американское правительство включилось в космическую гонку c Советским Союзом. В 1958 году было создано НАСА (Национальное управление по аэронавтике и исследованию космического пространства), которое сразу же начало консультации с Агентством по баллистическим ракетам Армии США (техническим директором был Вернер фон Браун). В 1960 году все армейские проекты, связанные с космосом, были переданы НАСА и объединены в созданный Космический центр Маршалла, директором которого был назначен Вернер фон Браун. В 1961 году была принята программа «Аполлон» с целью высадки астронавтов на Луну.
В 1962 году несколько американских компаний в рамках проекта НАСА «EMPIRE» проводили изучение возможной пилотируемой экспедиции на Марс. Это было первым детальным анализом таких возможностей, основанным на реальных данных НАСА о космических полётах. Материалы легли в основу будущих подобных исследований, предпринимавшихся регулярно как компаниями, так и самим НАСА.
После успеха программы «Аполлон», фон Браун предлагал сделать пилотируемую экспедицию на Марс целью дальнейшей программы пилотируемых полётов НАСА. Предложение рассматривалось Президентом США Ричардом Никсоном, но было отвергнуто в пользу программы «Спейс шаттл», которая не предполагала фокусировку на межпланетных перелетах. Варианты использования программы для строительства на орбите межпланетного корабля все же рассматривались, но не были реализованы.
Американский президент Джордж Г. У. Буш в 1992 году представил планы пилотируемого полёта к Марсу и поручил НАСА вычислить затраты на экспедицию. С учётом проектных затрат от 400 миллиардов долларов США проект был отвергнут.
Его сын, также президент США Джордж Уокер Буш, в начале 2004 года представил для НАСА новый долгосрочный план, основной задачей которого были пилотируемые экспедиции на Луну и Марс. Новой при этом явилась смета затрат, которая предполагала финансирование развития с выходом из Шаттл- и МКС-программы в течение свыше 30 лет.
Пересмотр целей положил начало программе «Созвездие». В рамках этой программы первым шагом должно было стать до 2010 года создание космического корабля «Орион», на котором космонавты могли бы полететь сначала на Луну, а потом на Марс. Далее с 2024 года по планам НАСА должна появиться постоянно обитаемая лунная база, которая стала бы подготовкой для полёта на Марс. Согласно проекту, непилотируемые полёты подготовили бы людей к высадке на Марсе; здесь американская и европейская программы едины. Возможное путешествие к Марсу могло бы состояться по оценкам НАСА в 2037 году.
2 февраля 2010 года стало известно, что лунный пилотируемый полёт США из-за сокращения бюджета не состоится. Так как вследствие этого разработка необходимого пилотируемого космического корабля остановилась, то это затронуло и марсианскую пилотируемую экспедицию. Эти программы были не отложены, а полностью закрыты без альтернативы. Однако позже НАСА вернулось к пересмотру программы «Созвездие» и не исключает её возобновление. 15 апреля 2010 года президент Обама, выступая в космическом центре во Флориде, сказал про отмену новой лунной программы «… некоторые верят, что мы должны попытаться сначала вернуться на поверхность Луны, как это ранее было запланировано. Но я сейчас должен довольно прямо сказать: Мы там были уже…»
8 июля 2011 года, сразу после последнего старта шаттла Атлантис STS-135, Обама официально заявил, что «у американских астронавтов появилась новая цель — полёт на Марс».
2 декабря 2014 года НАСА объявила о своём намерении отправить людей на Марс в 30-х годах текущего столетия.
Для отработки будущего полёта к планете Марс, ещё в 2012 году предложена специальная предварительная программа NASA под именем Asteroid Redirect Mission сокр. ARM примерной ценой в 2.6 млрд долларов. Она включает в себя захват мини-астероида (или вариант Б — подъём большого камня с астероида) и вывод его на стационарную дальнюю обратную орбиту (distant retrograde orbit — DRO) вокруг Луны с помощью беспилотного космического аппарата с ионным двигателем, а затем высадку астронавтов на этот астероид до 2025 года. Этот проект был сильно раскритикован специалистом по астероидам Ричардом Бинзелом (Richard Binzel) как «цирковой трюк», отвлекающий от цели.
В августе 2015 года НАСА успешно провело шестые испытания двигателя RS-25 для сверхтяжёлой ракеты Space Launch System, разрабатываемой для пилотируемых полётов в дальний космос, и в частности к Марсу. Четыре таких жидкостных ракетных двигателя (на кислороде и водороде), созданием которых занимается американская компания Aerojet Rocketdyne, НАСА и компания Boeing установлены на первой ступени ракеты-носителя SLS. Огневые испытания RS-25 проходили в течение 535 секунд — именно столько времени должны работать силовые агрегаты первой ступени (при реальном пуске). Ракета SLS будет иметь длину больше 100 метров и массу около 3000 тонн, при 130 тоннах полезной нагрузки. Её первый полёт состоялся в 2022 году. Именно на этой ракете США планируют в 2030-х годах запускать в космос многоразовый космический корабль «Орион», с астронавтами на Марс.
8 октября 2015 года НАСА опубликовала новый план подготовки к полёту на Марс под названием «Путешествие НАСА на Марс — готовя следующие шаги в освоении космоса» («NASA’s Journey to Mars: Pioneering Next Steps in Space Exploration.»). В новом плане осталось много от предыдущего плана Evolvable Mars Campaign (опубликованного в апреле 2015 года) в плане подхода к самому перелёту на Марс — к Марсу планируется лететь после создания запаса топлива на марсианской орбите (заранее доставленными туда тягачами на ионных двигателях), через ретроградную орбиту Луны (где будут ждать заправленные добытым на Луне топливом танкеры). Делается большой упор на использование местных ресурсов и на Марсе (In-Situ Resource Utilization). В некоторых вариантах пилотируемого полёта планируют лететь не на Марс сразу, а предварительно на его спутник Фобос или Деймос, где сядет корабль (построят мини-базу), и люди проведут около года прежде чем вернуться на Землю. Этому полёту должна предшествовать фаза «Независимо от Земли», в ходе которой выполняются длительные задания на поверхности Луны. Эти экспедиции требуют рутинной работы по добыче лунных ресурсов для производства топлива, воды, кислорода и строительных материалов. Эта фаза может занять целые десятилетия. Всё это вызывает серьёзные сомнения и в НАСА, и в правительстве и в парламенте США, так как многие полагают, что эти экспедиции не совместимы с полётом на Марс — финансирования не хватит и на экспедиции на Луне, и на полёт к Марсу.
В ноябре 2015 года НАСА сообщила о начале поисков места для высадки экспедиции на Марс. Экспедиция предполагается в 30-х годах текущего столетия.
В июне 2016 года палата Представителей парламента США (сверяя федеральный бюджет на следующий год) порекомендовала НАСА отказаться от экспедиции Asteroid Redirect Mission по захвату астероида (на что НАСА запросило 66,7 миллиарда долларов) и вместо этого вернуться к пилотируемым полётам на Луну. В аргументации указано, что именно Луна является лучшим (и достаточно близким) полигоном для отработки основных технологий (посадочный модуль, взлётный модуль для старта с поверхности, жилые модули базы, геологоразведка и добыча ресурсов, переработка их в топливо и окислитель), необходимых для рискованного пока путешествия на Марс.

### Европа
Европейское космическое агентство составило программу «Аврора», целью которой в том числе является планирование лунной и марсианской экспедиций. Высадка космонавтов на Марс планируется после 2030 года. Так как финансовые возможности ESA сравнительно малы, то планы могут осуществиться только при международном сотрудничестве.

### Индия
Индийский президент Абдул Калам выступил 26 июня 2004 года с заявлением, в котором он предложил США до 2050 года отправить на Марс американо-индийский экипаж. Это предложение было объявлено незадолго до начала тесного сотрудничества с американцами в области космонавтики. Калам уже ранее отвечал за развитие индийской ракетной программы.

### Инициативы частных организаций

#### SpaceX
Первоначальным планом  миллиардера Илона Маска было построить на Марсе что-то вроде миниатюрной теплицы для выращивания растений (проект Mars Oasis), однако Маск столкнулся с отсутствием ракет, способных воплотить его мечту. В результате он учредил частную аэрокосмическую компанию, планирующую доставить человека на Марс. Для реализации этой идеи была разработана многофункциональная, полностью многоразовая система Starship, состоящая из ракеты-носителя Super Heavy и одноимённого космического корабля, одним из предназначений которой являются межпланетные полёты на Марс. 20 апреля 2023 года состоялся первый испытательный запуск системы, закончившийся неудачей. Первый пилотируемый полёт на Марс предположительно запланирован на 2029 год.

#### Mars One
Частный проект, руководимый Басом Лансдорпом и предполагавший полёт на Марс с последующим основанием колонии на его поверхности и трансляцией всего происходящего по телевидению. Проект поддерживает лауреат Нобелевской премии по физике за 1999 год Герард Хоофт. В 2019 году компания Mars One Ventures, реализующая данный проект, была объявлена банкротом.

#### Inspiration Mars Foundation
Американская некоммерческая организация (фонд), основанная Деннисом Тито, планировавшая отправить в январе 2018 года пилотируемую экспедицию для облёта Марса с возвращением на Землю. В связи с недостаточностью финансирования и отсутствием со стороны NASA интереса к сотрудничеству проект стал неактивен в 2015 году.

#### Marspolar
Частный проект, предполагающий отправку на Марс роботизированной экспедиции, а впоследствии и пилотируемой. В настоящее время ведутся работы по созданию марсохода и спутника связи.

#### Столетний космический корабль
Проект безвозвратного направления людей на Марс с целью колонизации планеты. Проект разрабатывает с 2010 года Исследовательский центр имени Эймса — одна из основных научных лабораторий НАСА. Основная идея проекта состоит в том, чтобы отправлять людей на Марс безвозвратно. Это приведёт к значительному сокращению стоимости полёта, появится возможность взять больше груза и людей. Первых марсиан планируется отправить к красной планете уже в 2030 году. Группа учёных или астронавты, доставленные на Марс вместе с высокотехнологичной аппаратурой и небольшим ядерным реактором, смогут производить кислород, воду и пищу. Каждые два года, когда Марс будет оказываться на нужной орбите, НАСА сможет пополнять запасы поселенцев и доставлять новых астронавтов.

## Цели будущего полёта
Кроме основной цели полёта на Марс — высадки нескольких людей на поверхность Марса с возвращением на Землю, также к целям экспедиции принадлежит поиск ресурсов за пределами Земли.

## Воздействие на космонавтов

### Физиология
Космические лучи и солнечная радиация, содержащие ионизирующую составляющую излучения, разрушают ткани и ДНК живого организма. Часть повреждений необратима и может приводить к клеточным мутациям. Защита снижает поглощённую дозу, но до сих пор не было опыта с долговременным пребыванием человека в межпланетном космическом пространстве вне защищающего магнитного поля Земли. Исследование Джорджтаунского университета подтверждает эти угрозы; особенно велик риск развития рака прямой кишки. При спокойном Солнце минимальная доза облучения, которую получат космонавты в течение 15-месячного полёта на Марс и обратно, оценивается в 1 Зв, при сильной вспышке на Солнце — на порядок выше. Для сравнения: на Земле, которую защищает от солнечной радиации магнитное поле, средняя доза облучения составляет 2,4 мЗв в год.
В 2016 году исследование на мышах, проведённое учёными Калифорнийского университета в Ирвайне, показало, что облучение высокоэнергетическими заряженными частицами (полностью ионизированными ядрами кислорода и титана) в дозах, сопоставимых с теми, которые могут получить космонавты при длительном космическом полёте, вызывает разнообразные долгосрочные когнитивные нарушения, связанные с работой коры мозга и гиппокампа. В частности, у животных снизились исполнительные функции, которые лежат в основе гибкого целенаправленного поведения, особенно в непривычных ситуациях. В результате этого они плохо справлялись с постановкой задач, их распределением по времени и фокусировке на основных действиях, необходимых для достижения цели. У мышей наблюдалось ухудшение пространственной, эпизодической и опознающей памяти, а также снижение угасания страха (процесса повторной адаптации к чему-либо, вызвавшему травмирующее воздействие; например, привыкания к воде после пережитого утопления) и, как следствие, повышение тревожности. На клеточном уровне действие радиации вызывало воспаление нервной ткани, нарушение целостности синапсов, а также формы, плотности и сложности дендритов нервных клеток медиальной префронтальной коры. Это приводило к выраженным поведенческим расстройствам. Помимо нарушений функций центральной нервной системы, остаются и эффекты радиации, связанные с повреждением ДНК и выработкой активных форм кислорода, нарушающие структуру биологических макромолекул. Они включают повышенный риск развития рака, нарушения работы внутренних органов, снижение иммунитета и высокую частоту радиационной катаракты.
Все перечисленные эффекты связаны с фоновым космическим излучением. Если же космонавты окажутся на пути относительно редких выбросов высокоэнергетических протонов Солнца, то их, скорее всего, ждёт смерть от острой лучевой болезни. Защитить от радиации может дополнительное пассивное экранирование или электромагнитная защита, хотя этот вопрос требует дополнительного исследования.
Сразу после попадания человека в невесомость его организм начинает перестраиваться. Кровь приливает к верхней половине тела, и сердцу приходится прилагать больше усилий для перекачки крови. Организм «думает», что жидкости в организме много, и начинает выделять гормоны, отвечающие за водно-солевой обмен, вследствие чего человек теряет много жидкости. Обычно космонавту во время такой перестройки требуется не менее 3 литров воды в день. Это явление довольно быстро проходит.
Продолжительная невесомость в течение всего космического полёта считается наибольшей медицинской проблемой.
Мышцы, кости и система кровообращения из-за отсутствующей силы притяжения становятся слабыми, если их не тренировать. Больше всего потерь кальция и калия происходит в костях ног и таза, в рёбрах и костях рук потери меньше, в костях черепа даже увеличивается содержание этих химических элементов. Примерно после 8 месяцев пребывания в невесомости требуется от 2 лет и больше для восстановления на Земле, так как процесс разрушения костей некоторое время происходит и при земной силе тяготения. Чтобы снизить влияние невесомости к минимуму, можно подбирать экипаж с генетической устойчивостью к остеопорозу и использовать облучение ультрафиолетом, как на станции «Мир», для выработки витамина D. Мышцы же при действии гравитации восстанавливаются быстрее, хоть они и могут при длительном полёте потерять до 25 % от своей первоначальной массы. Больше всего ослабевают мышцы ног и спины, мышцы рук почти не теряют своей массы благодаря увеличению нагрузки на них в космосе.
Несмотря на то, что марсианская сила притяжения составляет 38 % от земной, к ней всё равно необходимо адаптироваться заблаговременно. Один из вариантов преодоления этой проблемы — создание искусственной силы тяжести вращением центрифуги за 2 месяца до высадки экипажа на поверхность Марса, но из-за небольших размеров центрифуги возникают силы Кориоли́са, которые отрицательно сказываются на здоровье человека.
Магнитное поле Марса слабее земного в 800 раз. Это тоже является проблемой, так как отсутствие магнитного поля отрицательно влияет на вегетативную нервную систему. Вполне возможно, придётся создавать искусственное магнитное поле на корабле и марсианской базе для решения этой проблемы.

### Психология
Помимо физиологической составляющей воздействий долгого полёта, важно также учитывать психологические аспекты. Тесное помещение и ограниченность социальных контактов становятся ощутимыми для космонавтов. Поэтому отбор космонавтов, как теперь уже отбираются экипажи МКС, будет осуществляться не только по технической и научной квалификации, но и по психической устойчивости и стойкости к психологическим нагрузкам.
Чаще всего отмечается агрессия, которая приводит к конфликтам, когда люди длительно находятся в замкнутом пространстве. Уменьшить этот эффект можно, если набирать стрессоустойчивых людей в межпланетный экипаж. Следует учитывать разные культуры, религии, образы жизни и философии, в случае если экипаж будет международным. Для уменьшения чувства оторванности от Земли рассматривается вариант создания иллюзии смены времён года, пения птиц или привычных для землян запахов на корабле.
C 3 июня 2010 года по 4 ноября 2011 года проводился основной этап эксперимента «Марс-500», в котором имитируется полёт на Марс.
28 августа 2016 года завершился другой эксперимент HI-SEAS IV, начатый ровно год назад NASA и Гавайским институтом на северном склоне заснувшего вулкана Мауна-Лоа (Гавайи); его главной целью было изучение психологических и физиологических проблем, с которыми могли бы столкнуться участники будущего пилотируемого полёта на Марс.
Помимо радиации и невесомости, NASA в своём докладе 2015 года выделяет ещё три группы факторов риска:
Связанные с пребыванием в изолированном пространстве космического аппарата:
- неполноценное питание;
- несовершенство систем управления;
- различные травмы;
- нарушения газового состава воздуха и возможное проникновение космической пыли;
- переутомление и расстройства сна;
- возможное действие токсических веществ и перепадов давления.

Связанные с изоляцией:
- когнитивные и поведенческие расстройства;
- сложности с взаимодействием в команде.

Связанные с удалённостью от цивилизации:
- отсутствие адекватной медицинской помощи;
- непредсказуемое действие лечения из-за длительного хранения лекарств в условиях невесомости и радиации, а также возможных изменений их распределения и утилизации в организме.

Несмотря на немалое финансирование (в 2014 году только NASA потратило на исследования в этой области более 150 миллионов долларов), по многим вопросам здоровья межпланетных путешественников нет даже адекватной информации. Из 25 факторов, выделяемых в запланированном NASA графике работ по снижению риска для здоровья космонавтов, только один признан полностью и 12 частично контролируемыми на сегодняшний день. Согласно этому же графику, ко времени первой (беспилотной) фазы марсианской экспедиции единственным фактором, который не будет поддаваться даже частичному контролю, останется космическая радиация (именно с ней связаны наибольшие опасения). Управление признает, что координированный подход к охране здоровья космонавтов в дальнем космосе до сих пор не выработан. Другие космические агентства тоже не могут похвастаться его наличием.

## Технические возможности

### Угрозы

#### Поломки техники
При нынешнем развитии техники космическому кораблю понадобилось бы 6 месяцев при оптимальных условиях, чтобы совершить полёт только в одну сторону, и столько же обратно. При этом желательно пребывание людей на Марсе более года, для того чтобы эта планета опять приблизилась к Земле на минимальное расстояние. Вследствие продолжительности полёта в 2 года статистически вырастает вероятность поломок жизненно важных систем, например, из-за попадания микрометеоритов.
Особую опасность представляет выход из строя ракетного двигателя. По этой причине необходимо использовать резервирование. Так для межпланетного комплекса массой 1000 тонн можно использовать около 400 электроракетных двигателей тягой около 0,8 Н. Суммарная тяга составит 320 Н. Вследствие большой продолжительности перелёта этой тяги будет достаточно, чтобы космический корабль набрал необходимую скорость. У каждого двигателя есть свои баки с рабочим телом, своя система управления, своя секция солнечных батарей. Если учесть, что электроракетные двигатели обладают большой надёжностью, то выход из строя нескольких двигателей сильно не скажется на длительности полёта.

#### Радиация
Дополнительной трудностью представляются возникающие солнечные вспышки, которые за несколько дней обеспечивают повышенную дозу облучения экипажу. В таких случаях космонавты должны укрыться в защищённом от ионизирующей радиации специальном помещении. Возможным нарушением работоспособности техники, в особенности компьютерной, и проводных коммуникаций в течение этого времени следует уделять повышенное внимание.
Наиболее опасен солнечный ветер высокоэнергетическими частицами, которые имеют энергию 10—100 МэВ (в отдельных случаях до 1010 эВ). 90 % из них — протоны, 9 % альфа-частиц, остальное — электроны и ядра тяжёлых элементов. Плотность потока частиц очень мала, но скорость лежит в диапазоне от 300 до 1200 км/с (кратковременно). Частицы, движущиеся с такой скоростью, при попадании в организм человека могут повредить клетки и ДНК в их составе.
Попасть в «окно» как при полёте на Луну в программе «Аполлон», когда поток солнечного ветра минимален и не представил бы опасности, нельзя из-за большой продолжительности полёта на Марс. Увеличение защиты от радиации наращиванием экрана слишком сильно повлияет на массу корабля, величина которой для межпланетного перелёта является критичной.
В 1960-е года появилась идея использовать для защиты от ионизирующей радиации искусственное магнитное поле, но расчёты показали, что диаметр зоны действия магнитного поля должен быть более 100 км для эффективного отклонения тяжёлых заряженных частиц от космического корабля. Размеры и масса такого электромагнита были бы настолько большими, что проще было нарастить классическую защиту экранированием.
Но как показывают исследования международной группы учёных из лаборатории Резерфорда и Эплтона, мощность магнитного поля для эффективной защиты корабля может оказаться ниже, чем предполагалось ранее. Ими был разработан проект «Мини-магнитосферы», в предположении, что магнитное поле будет образовывать плазменный барьер из самих же частиц солнечной радиации. Новые частицы, влетая в магнитный пузырь, должны взаимодействовать с частицами, которые уже находятся в нём, и с магнитным полем Солнца, повышая эффективность защиты. Результат эксперимента и компьютерное моделирование, сделанное теми же учёными в 2007 году, подтвердили эту теорию, что для защиты экипажа достаточно магнитного поля размером в сотни метров. Такой установке необязательно работать во время всего полёта, её достаточно включать при сильных солнечных вспышках.

#### Пыль
На Красной планете отчасти представляют опасность песчаные бури, возникающие из-за большого колебания давления (до 10 %), механизмы изменения которого ещё точно не понятны. Ввиду отсутствия метеорологического спутника, предупреждения о бурях невозможно сделать за достаточное время до их начала. Наконец другие погодные явления, как и свойства грунта планеты, полностью не изучены.
Марсианская пыль хоть и менее абразивна, чем лунная, но всё равно может отрицательно сказаться на здоровье космонавтов при попадании в лёгкие. Из-за очень малого размера частиц от неё очень трудно изолироваться. Так космонавты программы «Аполлон» на следующий же день замечали присутствие пыли в спускаемом аппарате. Кроме того, марсианская пыль содержит 0,2 % хрома. Многие соединения хрома не опасны, но есть вероятность присутствия солей хромовой кислоты, которые являются сильными канцерогенами.
Для электроники же опасность заключается в электростатических свойствах марсианской пыли. Например, разряд, проскочивший между скафандром космонавта и кораблём, способен повредить электронику первого. Предполагается, что электростатический заряд накапливается из-за постоянного трения с пылью. Здесь вносят свой вклад и песчаные бури. Так как на Марсе нет воды в жидком виде, то заземление не поможет, но некоторые учёные уже предлагают способы решения этой проблемы.
Палеонтолог Ларри Тэйлор университета Теннесси провёл опыт с лунным грунтом. Он облучил грунт микроволновым излучением в течение 30 секунд при мощности в 250 Вт и выяснил, что этого достаточно, чтобы пыль спеклась, образовав похожую на стекло плёнку. Это происходит из-за содержания частиц железа размерами в нанометры, которые мгновенно реагируют на излучение. На основе этого принципа можно было бы сделать специальную тележку, которая ехала бы впереди космонавтов, «убирая» пыль.
Для нейтрализации электростатического заряда есть способ, который уже используется на марсоходах. Суть заключается в установке на объекте, с которого необходимо снять заряд, тонких игл размером около 0,02 миллиметра. По ним заряд убегает в марсианскую атмосферу.
Физик Джефри Лэндис из НАСА предложил другой, более действенный способ отвода электростатического заряда. Можно использовать небольшой радиоактивный источник, который бы крепился к сооружению базы или скафандру. Благодаря альфа-частицам низкой энергии, атмосфера вокруг этого прибора будет ионизироваться и станет электропроводящей.

#### Длительное отсутствие полноценного сна
Полноценный сон в условиях невесомости невозможен, а при длительном отсутствии полноценного сна у человека наступают нарушения в физиологии и психике.

### Сценарии полёта

#### «Mars Direct»
Mars Direct — это план, который подготовил в 1990 году Роберт Зубрин. Для осуществления этого проекта необходимо иметь ракету-носитель, по мощности сопоставимую с американской ракетой-носителем «Сатурн-5». До того, как люди будут отправлены к Марсу, с Земли стартует автоматический космический корабль, включающий в себя возвращаемый аппарат, и приземляется на Марс. Он имеет компактный ядерный реактор мощностью 100 кВт. Из 6 тонн водорода, доставленного с Земли, диоксида углерода из атмосферы Марса и электроэнергии ядерного реактора производится метан и вода (реакция Сабатье). Вода будет разлагаться электричеством, полученный водород снова будет пускаться для производства метана и воды. Так из 6 тонн водорода и углекислого газа из марсианской атмосферы получатся 24 тонны метана и 48 тонн кислорода, которые можно хранить при низкой температуре в жидком виде. Дополнительные 36 тонн кислорода должны получиться электролизом углекислого газа. Из 108 тонн изготовленного топлива и окислителя 96 тонн понадобятся для возвращения на Землю, остаток будет использован для транспортного средства на поверхности Марса.
В следующее стартовое окно, спустя 26 месяцев после автоматического полёта, произойдёт запуск пилотируемого космического корабля. Чтобы в течение шестимесячного путешествия на Марс не было невесомости (адаптация к марсианской силе тяжести займёт дополнительное время), последняя ступень ракеты-носителя будет связана тросом с пилотируемым космическим кораблём. Эта система будет приведена во вращение, которое сымитирует марсианскую гравитацию. Незадолго до посадки в окрестностях запущенного 26 месяцами ранее автоматического корабля, ступень отделится. Космический корабль несёт с собой модуль для проживания космонавтов, в котором они будут жить на поверхности Марса. В случае, если по ошибке посадка пилотируемого корабля произойдет вдали от точки посадки автоматического корабля, космонавты должны будут ехать на транспортном средстве до 1000 км к ней. Примерно после 1,5 земных лет на Марсе космонавты должны быть готовы покинуть планету и вернуться на Землю.
Практически в одно время с запуском пилотируемой экспедиции должен произойти следующий автоматический полёт для повторения вышеописанной процедуры, чтобы исследовать следующую область поверхности Марса.
Стоимость трёх таких экспедиций оценивается приблизительно в 50 миллиардов долларов США, что существенно меньше, чем 400 миллиардов долларов США, в которые оценивался пилотируемый полёт на Марс после 1989 года по инициативе Джорджа Г. У. Буша.

## Выгода от полёта
Из-за высоких требований в областях двигателестроения, техники безопасности, систем жизнеобеспечения и экзобиологических исследований необходимо развитие новых технологий. Многие ожидают отсюда научно-технического толчка, аналогичного возникшему в 60-х годах после первого полёта человека в космос. В целом это предвещает экономическое оживление, которое компенсирует большие затраты. Наряду с этим полёт окажется значимым и для человеческой цивилизации, если человек сделает первый шаг на другую планету, чтобы позднее колонизировать её.
Кроме того, колонизация Марса может сыграть большую роль в спасении человечества в случае возникновения глобальной катастрофы на Земле, например столкновения с астероидом. Несмотря на то, что вероятность такой катастрофы невелика, необходимо об этом думать, так как последствия глобальной катастрофы могут быть гибельны для человеческой цивилизации. Из-за большой длительности процесса колонизации других планет лучше начинать её как можно раньше и с Марса.
В научном плане основной эффект от пилотируемой экспедиции состоит в том, что человек является несоизмеримо более универсальным и гибким «инструментом» исследования, чем автоматы (марсоходы и стационарные посадочные аппараты). Соответственно, при достаточно длительном пребывании на поверхности (недели и месяцы) люди способны намного более глубоко исследовать район посадки и прилегающие окрестности; самостоятельно, быстро и эффективно выбрать наиболее полезные направления исследования, исходя из фактической ситуации, которую невозможно или сложно предугадать заранее при подготовке экспедиции. Человек обладает целым рядом уникальных качеств, необходимых для процесса познания окружающего мира, и все эти качества в полной мере будут использованы в экспедиции на Марс. Учитывая обязательное условие возвращения экипажа на Землю, имеется возможность доставить весьма большое количество наиболее интересных образцов (сотни кг) непосредственно в лаборатории, оснащённые полным спектром доступного человечеству оборудования. Это будет необходимо для всестороннего наиболее глубокого исследования образцов, которые будет невозможно в достаточной мере изучить с помощью оборудования, имеющегося на корабле. При этом, творчески применяя имеющееся оборудование и приборы, экипаж посадочного корабля способен выполнить такие работы и исследования, которые не были бы запланированы заранее, что практически невозможно даже для управляемых автоматических зондов.
Особое значение имеет то, что важные решения о ходе работ могут приниматься очень быстро и наиболее адекватно ситуации, поскольку экипаж будет находиться непосредственно на поверхности в реальной обстановке, в отличие от операторов и руководителей автоматических аппаратов, находящихся на Земле, от и до которой сигнал в обе стороны будет идти не менее получаса.
Таким образом, пилотируемая экспедиция позволяет получить беспрецедентно большой объём новых научных знаний за относительно короткий промежуток времени и, возможно, решить наиболее любопытные и важные вопросы, касающиеся марсианской современной и древней геологии, метеорологии и вопрос возможного существования жизни на Марсе.